# Мішель Енгельс
Мішель Енгельс (люксемб. Michel Engels) — люксембурзький ілюстратор, маляр і педагог, відомий перш за все роботами, присвяченими місту Люксембургу. Був співзасновником, у 1899—1901 роках — президентом Люксембурзького художнього гуртка (фр. Cercle artistique de Luxembourg) — об'єднання художників Великого герцогства Люксембург для підтримки малярства й художньої освіти в країні.

## Біографія
Народився М. Енгельс у комуні Роллінгергрунд під Люксембургом. Художню освіту отримав у «Люксембурзькому атенеї» (Athénée de Luxembourg), де був одним з останніх учнів Жана-Батиста Фрезе, який вважається найвидатнішим люксембурзьким маляром 19 століття. Для продовження навчання був відправлений за державний кошт до Мюнхенської академії мистецтв.
У 1893 році взяв участь у заснуванні Люксембурзького художнього гуртка, пізніше був його президентом. Був нагороджений Орденом Адольфа Нассау.

## Творчість
Працював педагогом у Люксембурзькому атенеї, з 1895 року — професор. Малював переважно олівцем або пером, додаючи потім кольори. В центрі його творчої уваги — релігійні і історичні мотиви. У церкві Роллінгергрунду знаходиться картина з зображенням Святого сімейства роботи М. Енгельса. Видав кілька альбомів, серед них — «Види старих фортифікацій» («Bilder aus der ehemaligen Bundesfestung»), «Мальовничий Люксембург» («Le Luxembourg pittoresque»), «Місто і фортеця Люксембург вчора і сьогодні» («Stadt und Festung Luxemburg ehemals und heute»). Був ілюстратором книжок і журналів, він також є автором подорожніх нотаток, у яких описав своє перебування у Будапешті, Мюнхені, Відні, Італії та Швейцарії. Написав кілька ілюстрованих підручників з малювання, друкувався у німецькомовній пресі.

## Галерея

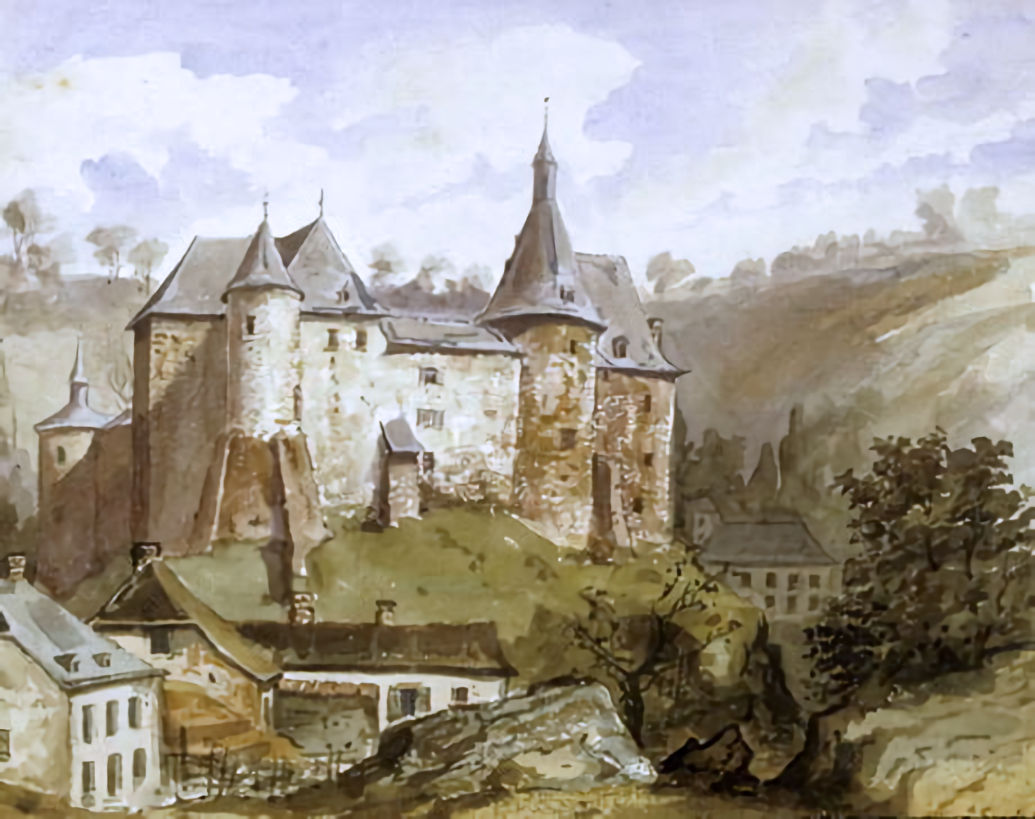
Клерво (1886).
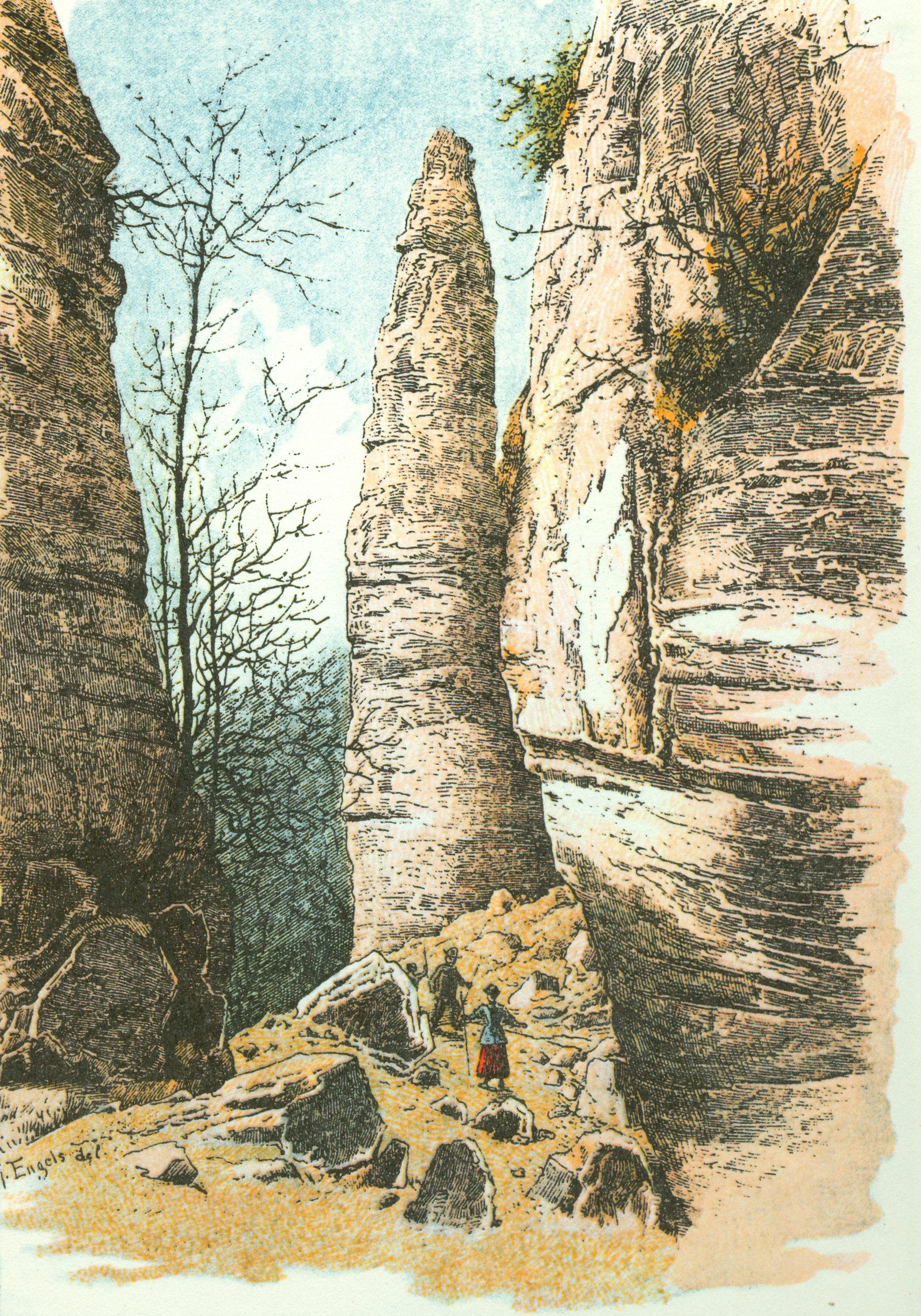
Ілюстрація з книжки «Мальовничий Люксембург» (1901).